# Грузия на зимних Олимпийских играх 1998
Грузия принимала участие в Зимних Олимпийских играх 1998 года в Нагано (Япония) во второй раз за свою историю, но не завоевала ни одной медали. Сборную страны представляли четыре спортсмена, три из которых приняли участие в своей второй Олимпиаде. Также впервые в истории на зимней Олимпиаде независимую Грузию представляла женщина-спортсменка — горнолыжница София Ахметели, которая была знаменосцем сборной на церемонии открытия.
Лучший результат для грузинской сборной показал горнолыжник Зураб Дзидзишвили, занявший 14 место в комбинации.

## Результаты

### Горнолыжный спорт
Мужчины
| Спортсмен         | Дисциплина  | 1-й спуск | 2-й спуск | Итог  | Итог  |
| Спортсмен         | Дисциплина  | Время     | Время     | Время | Место |
| ----------------- | ----------- | --------- | --------- | ----- | ----- |
| Зураб Дзидзишвили | Супергигант |           |           | DNF   | –     |
| Леван Абрамишвили | Слалом      | DNF       | –         | DNF   | –     |

Мужская комбинация
| Спортсмен         | Слалом    | Слалом    | Скор. спуск | Итог    | Итог  |
| Спортсмен         | 1-й спуск | 2-й спуск | Время       | Сумма   | Место |
| ----------------- | --------- | --------- | ----------- | ------- | ----- |
| Зураб Дзидзишвили | 1:00.20   | 55.06     | 1:40.39     | 3:35.65 | 14    |

Женщины
| Спортсменка    | Дисциплина | 1-й спуск | 2-й спуск | Итог  | Итог  |
| Спортсменка    | Дисциплина | Время     | Время     | Время | Место |
| -------------- | ---------- | --------- | --------- | ----- | ----- |
| София Ахметели | Слалом     | DSQ       | –         | DSQ   | –     |

### Прыжки на лыжах с трамплина
| Спортсмен    | Дисциплина          | 1-й прыжок | 1-й прыжок | 1-й прыжок | 2-й прыжок           | 2-й прыжок           | Итог                 | Итог                 |
| Спортсмен    | Дисциплина          | Дистанция  | Очки       | Место      | Дистанция            | Очки                 | Сумма                | Место                |
| ------------ | ------------------- | ---------- | ---------- | ---------- | -------------------- | -------------------- | -------------------- | -------------------- |
| Каха Цакадзе | Нормальный трамплин | 69.0       | 66.5       | 55         | Завершил выступления | Завершил выступления | Завершил выступления | Завершил выступления |
| Каха Цакадзе | Большой трамплин    | 89.5       | 52.6       | 59         | Завершил выступления | Завершил выступления | Завершил выступления | Завершил выступления |